# Last Vegas
Last Vegas ist eine Filmkomödie aus dem Jahr 2013, die unter der Regie von Jon Turteltaub entstand. Die Hauptrollen übernahmen die fünf Oscar-Gewinner Michael Douglas, Robert De Niro, Morgan Freeman, Kevin Kline und Mary Steenburgen.
Der Film lief am 1. November 2013 in den Vereinigten Staaten an und startete in Deutschland am 14. November 2013.

## Handlung
Die vier Senioren Billy, Paddy, Archie und Sam sind seit ihrer Kindheit im Brooklyner Viertel Flatbush miteinander befreundet. Als der reiche Billy die Hochzeit mit der fast 40 Jahre jüngeren Lisa plant, treffen sich die vier Freunde zu einem Junggesellenabschied in Las Vegas. Dazu muss Archie zunächst seinem sehr fürsorglichen Sohn Ezra entkommen, der seinen Vater seit einem Schlaganfall wie ein unmündiges Kind behandelt. Sam hingegen erhält von seiner Frau Miriam die Erlaubnis für einen Seitensprung, wodurch sie ihr eingeschlafenes Sexleben wieder in Schwung bringen möchte. Nur Paddy hat sich nach dem Tod seiner Frau Sophie komplett aus dem Freundeskreis zurückgezogen und lebt griesgrämig in den Tag hinein. Überdies hat er sich mit Billy zerstritten und redet schon seit einiger Zeit nicht mehr mit ihm. Nur mit einer List gelingt es den drei Freunden, Paddy nach Vegas zu locken.
Bereits beim ersten Zusammentreffen geraten Paddy und Billy aneinander, weil dieser an Sophies Beerdigung nicht teilgenommen hatte. In Binion’s Gambling Hall stoßen die vier auf Diana und sind von ihrem Gesang bezaubert – was Diana ihrerseits genießt. Sie ist geschieden, die Tochter hat das Haus verlassen, sie wurde gefeuert und suchte nun als Barsängerin ihren Weg. Man nimmt gemeinsam einen Drink, hat viel Spaß, und Diana schließt sich den Herren an, die im Aria Resort and Casino einchecken wollen.
Dort begibt sich Archie an einen Blackjack-Tisch und setzt die Hälfte seiner Pensions-Fonds, in der Hoffnung, seine krankheitsbedingte Misere hinter sich lassen zu können. Als Paddy und Sam vom Zimmer zurückkehren, hat Archie bereits über $100.000 gewonnen. Inzwischen besucht Billy mit Diana die Hochzeitskapelle; sie flirten heftig und finden Gefallen aneinander.
Der Manager des Casinos stellt den vier Freunden die beste Hotelsuite zur Verfügung – in der Erwartung, dass Archie seinen Gewinn wieder verspielt. Billy holt eine Whiskyflasche aus seinem Koffer, die sie als Buben aus einem Shop in Flatbush hatten mitgehen lassen. Er will damit ihre Wiedervereinigung feiern, doch Paddy hält ihm (erneut) die Abwesenheit bei Sophies Beerdigung vor, beschimpft alle drei als verlogen und verschwindet. Die anderen besuchen den bei jungen Leuten angesagten Nachtclub des Hotels. Dort bekommen sie ein paar Weisheiten über alte Opas und junge Bräute zu hören. Als ein Frechling Streit anfängt, kommt Paddy aus dem Hintergrund und „schlichtet“ den Fall mit einem Fausthieb.
Am nächsten Morgen erholen sich Billy, Archie und Sam von ihrem Kater. Paddy, der nach der Boxeinlage neue Kräfte verspürt, sucht Diana auf und kommt mit ihr ins Gespräch. Er erzählt ihr, dass er und sein Freund Billy in dasselbe Mädchen (Sophie) verliebt waren und dass sie sich für ihn, Paddy, entschieden habe. Diana rät ihm, sein Trauern zu beenden, denn Sophie habe das sicher nicht gewollt. Er lenkt ein, offensichtlich hat sie es ihm angetan. Später treffen sich die Vier am Pool, und Paddy gesteht Billy, dass er seinen Ärger begraben will; zugleich fragt er Billy, ob er wirklich eine so viel jüngere Frau heiraten will.
Die Poolszene endet damit, dass sie einen riesigen Junggesellenabschied vorbereiten, inklusive der jungen Frauen vom Vorabend, Exotictänzern und einer Transvestitenband.
Nun sucht auch Billy Diana in ihrer Bar auf. Beim Spaziergang auf dem Strip fragt sie ihn, ob er seine Braut Lisa wirklich liebe. Sie gesteht ihm ihre Zuneigung und lockt aus ihm die Geschichte von damals heraus: Paddy hatte von Sophie eine Entscheidung verlangt, sie hatte sich für Billy entschieden; der hatte ihr klargemacht, dass ihr Platz bei Paddy war.
Am Abend, als die Party in voller Fahrt ist, erfahren die alten Herren das Gegenteil vom Vorabend: Paddy zieht endlich seinen Ehering ab, Archie tanzt mit den Professionals und genießt den Beifall, Sam lässt sich von der Brautjungfer vom Vorabend verführen – beinahe…
Paddy erzählt Billy, dass er Diana eingeladen hat, weil er sich in sie verliebt hat; er muss aber feststellen, dass er wieder in Billy einen Nebenbuhler hat. Als sie erscheint, verlangt Billy von ihr, auf ihn zu Gunsten von Paddy zu verzichten. Sie will jedoch kein „Geschenk“ sein wie damals Sophie. Paddy hört das zufällig und ist am Boden zerstört. Die alte Whiskyflasche landet im Müll.
Am nächsten Morgen erscheint Lisa und bekommt von Paddy zu hören, aus der Heirat mit Billy könne nichts werden, da er sie nicht wirklich liebe. Er, Paddy, möchte, dass Billy endlich die zu ihm passende Frau bekommt. Es kommt zur Auseinandersetzung zwischen Billy und Lisa; sie reist schließlich ab. Er packt seine Sachen und bei ihm reift die Erkenntnis, dass er eigentlich Angst vor dem Alter und dem Alleinsein hat. Die Vier werden wieder Freunde, Billy wird zu einem Treffen mit Diana überredet.
Als sie die Suite verlassen wollen, taucht die besagte Whisky-Flasche wieder auf. Sie öffnen sie für einen Abschiedstoast, müssen aber feststellen, dass der Inhalt nicht so gut gealtert ist wie sie selbst.
Einige Monate später rufen Billy und Diana gemeinsam Archie und Paddy an und teilen ihnen mit, dass sie heiraten werden. Sam können sie leider nicht erreichen, weil er gerade mit seiner Frau „beschäftigt“ ist.

## Synchronisation
Die Aufnahmen entstanden unter Bearbeitung der FFS Film- & Fernseh-Synchron GmbH in Berlin. Das Dialogbuch und die -regie führte Klaus Bickert.
| Darsteller       | Rolle                 | Deutscher Synchronsprecher |
| ---------------- | --------------------- | -------------------------- |
| Michael Douglas  | Billy Gerson          | Volker Brandt              |
| Robert De Niro   | Patrick Paddy Connors | Christian Brückner         |
| Morgan Freeman   | Archie Clayton        | Klaus Sonnenschein         |
| Kevin Kline      | Sam Harris            | Arne Elsholtz              |
| Mary Steenburgen | Diana Boyle           | Cornelia Meinhardt         |
| Jerry Ferrara    | Dean                  | Leonhard Mahlich           |
| Romany Malco     | Lonnie                | Olaf Reichmann             |
| Roger Bart       | Maurice               | Viktor Neumann             |
| Joanna Gleason   | Miriam                | Marianne Groß              |
| Michael Ealy     | Ezra                  | Marcel Collé               |
| 50 Cent          | 50 Cent               | Tobias Kluckert            |

## Kritiken
„Die famosen fünf Oscar-Gewinner Michael Douglas, Robert De Niro, Morgan Freeman, Kevin Kline und Mary Steenburgen sind ein Genuss, aber Regisseur Jon Turteltaub und Drehbuchautor Dan Fogelmann lassen die Rentner-Komödie ,Last Vegas‘ irgendwo im Niemandsland zwischen charmant-romantischer Unterhaltung und billigem Klamauk versinken.“

„Der von Dan Fogelman (,Crazy, Stupid, Love.‘) geschriebene Schwank punktet immer dann, wenn sich die Altstars selbstironische Bonmots à la ,Ich habe Hämorrhoiden, die älter sind als deine Freundin‘ um die Ohren hauen. Und wenn sich gen Filmende eine durchaus bewegende Ode an die lebenslange Freundschaft entfaltet, blitzen auch mal ernsthafte Töne über das Älterwerden in einer vom Jugendwahn besessenen Gesellschaft auf.“

„Wer sich auf ein Spin-off zu ,Hangover‘ gefreut hat, ist bei ,Last Vegas‘ an der falschen Adresse. Eine reine Komödie zum Ausspannen ist der Film nämlich nicht. Die Themen des Films berühren und unterhalten nahezu die gesamte Laufzeit über auf sympathische Weise. Regisseur Turteltaub beweist, dass man dabei durchaus Spaß haben kann, vor allem wenn man mit den richtigen Leuten durchs Leben zieht. Der Untertitel des Films lautet: ,It’s going to be legendary.‘ Und das Potenzial, legendär zu werden, hat der Film jetzt schon allemal.“

## Fortsetzung
Im Juli 2014 heuerte das Produktionsstudio CBS Films die Drehbuchautoren David Diamond und David Weissman an, um eine Fortsetzung zu Last Vegas zu schreiben. Darin sollen die vier Hauptcharaktere nach Brooklyn zurückkehren, wo sie aufgewachsen sind.